# Jean-Pierre Gailliez
 (octobre 2015).
 (novembre 2014).
Améliorez-le ou discutez des points à vérifier. 
Jean-Pierre Gailliez, né le 5 mai 1944, est un philologue et psychopédagogue belge, initiateur du Centre d'animation en langues et de la Compagnie du canal du Centre.

## Biographie
Licencié en philologie germanique et en psychopédagogie (Université catholique de Louvain), professeur de néerlandais et d’anglais à l’école normale moyenne (régendat) de Braine-le-Comte, Jean-Pierre Gailliez a été le fondateur et l’animateur de deux organisations belges aujourd'hui disparues : le Centre d’animation en langues ASBL (1979-2011) et la Compagnie du canal du Centre ASBL (1980-2000). En développant ces deux associations, il a mené de 1975 à 2011 une double action dont les retombées sont actuellement encore nombreuses.
Aujourd'hui retraité, Jean-Pierre Gailliez s’est consacré à la restauration et la remise en service du dernier exemplaire d’une bétchéte ou « mignole » de l’Ourthe avec laquelle il sillonne les voies navigables belges et limitrophes.

## Centre d'animation en langues
Face au manque d’intérêt historique des francophones de Belgique pour la Flandre et le néerlandais en particulier et pour les langues étrangères en général, J.P. Gailliez et trente neuf professeurs de langues issus de toutes les régions francophones du pays et de tous les réseaux d'enseignement ont créé cette association. Ensemble, ils ont donné au Centre d'animation en langues la « mission d’attirer l’attention des concitoyens francophones belges sur l’importance vitale d’une meilleure ouverture aux langues étrangères et au néerlandais en particulier »[réf. nécessaire], tout en ouvrant des pistes concrètes conduisant à une pratique personnelle vivante de ces langues.
L’association a pour but de stimuler une approche vécue de l’apprentissage des langues vivantes. L’idée : il ne suffit pas d’apprendre une langue, il importe d’être conscient qu’il faut oser en utiliser les composantes lorsque la vie quotidienne en offre l’occasion. Le programme : faire mieux entrevoir la richesse d’un environnement comme le nôtre, où la diversité des langues tient une place importante et apporte à tout un chacun le désir et les moyens d’en exploiter toutes les ressources pour acquérir ou perfectionner la pratique d’une ou plusieurs langues étrangères. Ainsi, en adressant ses actions à tout citoyen, jeune et moins jeune, l’association contribuera à une prise de conscience qui ne peut que favoriser une évolution des mentalités et des comportements. Les enjeux tant sur le plan de la culture que de la citoyenneté et de la démocratie s’inscrivent dans le développement d’un dialogue constant entre les communautés linguistiques au niveau national et international. L’Europe, nos communautés, nos régions et Bruxelles en particulier sont devenues un vaste creuset où se côtoient une infinité de langues et cultures différentes. Le Centre d’Animation en Langues considère qu’il y a là une source de grande richesse à condition de développer d’une part le respect de l’autre, de sa langue et de sa culture, et d’autre part une meilleure intégration sociale à travers la pratique de la langue du pays, de la région ou de la communauté d’accueil. L’association s’intéressera donc à tous les domaines de notre société susceptibles de générer la rencontre des autres langues et cultures : tourisme, patrimoine, arts, cinéma, théâtre, médias, technologies nouvelles et tout autre champ d’action lui permettant d’apporter une contribution positive à la société dans ses dimensions culturelles, sociales, politiques, etc. 

### Création
En 1970, lorsque J.P. Gailliez a été chargé de la formation de futurs professeurs de langues (anglais et néerlandais) dans l'enseignement secondaire inférieur (régendat), la durée de cette formation était de deux ans. Le diplôme donnait à ces régents l'accès à l'enseignement de deux langues (anglais et néerlandais), voire trois pour celles et ceux qui choisissaient l'allemand en option (la durée a été portée à 3 ans en 1988 avant la grande réforme générée par les accords européens dans le cadre du processus de Bologne mis en application en 2005 à l'issue de laquelle le terme régent est remplacé par bachelier).
J.P. Gailliez estimait que face à une mission aussi irréaliste[pourquoi ?], il fallait utiliser des moyens hors du commun. Chaque année, de 1975 à 1985, il a mis en scène une pièce en néerlandais ou en anglais qu'il faisait interpréter par ses étudiants futurs professeurs devant un public néerlandophone ou anglophone.  
En 1975, dans le cadre d'Europalia France, la première mondiale du Macbett d'Eugène Ionesco en langue néerlandaise devait avoir lieu à Braine-le-Comte devant un public francophone. À la suite de la défection de la troupe De Appel de Scheveningen, J.P. Gailliez reprend la mise en scène et, le 5 novembre 1975, fait jouer la pièce en néerlandais par les étudiants francophones, futurs professeurs de néerlandais. La représentation a lieu en présence de l'ambassadeur des Pays-Bas en Belgique et de nombreuses personnalités parmi lesquelles des acteurs de la troupe De Appel. Au terme de la représentation, ces personnalités invitent le groupe d'étudiants francophones pour une tournée en Flandre et aux Pays-Bas. En mai 1976, cette tournée conduit les étudiants de Braine-le-Comte de Bruxelles à Haarlem en passant par Anvers et Hasselt (Cultureel Centrum), et Delft.  
Le 4 juin 1977, le prix ANV-Visser-Neerlandia est décerné au Service d'Animation culturelle en langues germaniques de Braine-le-Comte « pour les efforts consentis en faveur de l'enseignement du néerlandais ». À travers les articles de presse de l'époque apparaît l'évolution d'un service local limité à la zone de rayonnement d'une école normale à un service général ouvert à la partie francophone. Le montant du prix (150 000 francs belges) a permis à J.P. Gailliez de mettre en place au sein de l'École normale de Braine-le-Comte une structure de travail et une cellule d'accueil du public extérieur à l'école afin de rayonner au-delà du seul champ d'action de l'école normale.

### Service d'échanges familiaux entre jeunes Flamands et jeunes francophones
« Vice versa » a été le premier projet concret du Centre d'animation en langues. Ce service a fonctionné via des annonces quotidiennes sur les antennes de la BRT dans le cadre de l'émission de service Tot uw dienst, animée par Jan Schoukens, et sur les antennes de la RTB, dans le cadre de Formule J, émission phare de Claude Delacroix,. 
Le secrétariat du Centre assurait la mise en contact des familles flamandes et francophones. Ayant fonctionné de 1976 à 1996, il a été à l'origine de plusieurs milliers d'échanges de jeunes. Chaque année était organisée une journée de rencontre entre professeurs de néerlandais dans les écoles francophones et professeurs de français dans les écoles flamandes, dans le but de stimuler également les échanges de classes. Ce service a été le projet phare du Centre d'Animation en langues jusqu'à ce qu'il soit repris par la Fondation roi Baudouin en 1997 qui l'a confié en 1998 à la Fondation prince Philippe sous le nom de Projet trèfle.

### Théâtre et la scène au service des langues
L'utilisation du théâtre comme source de pratique dans l'enseignement des langues a été à l'origine-même du Centre d'Animation en Langues. Il est également à l'origine de l'autre association créée par J.P. Gailliez : la Compagnie du Canal du Centre. Tout en développant le Centre d'animation en langues, il poursuit son travail d'enseignant auprès des futurs professeurs de langues de l'École normale de Braine-le-Comte. En 1977, avec ses étudiants il traduit, adapté en anglais moderne sous forme dialoguée et mis en scène les Canterbury Tales de Geoffrey Chaucer interprétés dans le cadre d'une tournée dans des pubs longeant le canal de Trent et Mersey (Midlands britanniques). En 1979, la même méthodologie est appliquée pour mettre en scène la vie d'Abraham Darby et la jouer dans l'enceinte du musée vivant de Coalbrookdale à Ironbridge.
Ces années d'utilisation du théâtre à des fins pédagogiques ont démontré la richesse d'une pédagogie collective de stimulation et d'accompagnement de la pratique des langues apprises. La scène est ainsi devenue source de nombreux programmes mis en œuvre par le Centre d'Animation en Langues qui en a développé diverses facettes..

#### Le théâtre d'animation
En 1973, l'école privée de langues International House a créé l'English Teaching Theatre. Après avoir été découvert à l'International House London, par J.P. Gailliez, celui-ci propose le groupe comme sujet d'une émission de la télévision scolaire de la RTB. et en réalise le scénario. À la suite de cette émission, contact a été pris avec le groupe de théâtre afin d'organiser des tournées dans les écoles du pays. Le théâtre d'animation établit un dialogue avec le public qui est amené à participer activement au déroulement du spectacle.
Constatant le contraste existant entre la richesse de la production d'outils pédagogiques dynamiques pour la langue anglaise et la pauvreté des outils disponibles pour le néerlandais, l'équipe de base du Centre d'Animation a créé un programme de théâtre d'animation en néerlandais Op met de talen. Le groupe s'est produit dans les écoles de 1978 à 1982. Plus de 100 représentations ont donné aux élèves francophones une occasion de découvrir le néerlandais sous un autre éclairage : pour aimer  une autre langue, il faut comprendre son âme En 1979, Op met de talen  a été utilisé comme programme de lancement de la 2e Fête des Langues au Palais des Beaux-Arts en présence de la Reine Fabiola à Bruxelles. 

#### Kleinkunstet tournées pour des chanteurs néerlandophones dans les écoles francophones
Comme le développement du Plan langues en a exploré les ressources à l'échelle des mass media, la mise sur pied de tournées  permet de générer un contact plus personnalisé avec le ou les chanteurs. De telles tournées ont été organisées pour différents chanteurs et groupes de théâtre flamands dans les écoles francophones :  Zjef Van Uytsel,  Johan Verminnen,  Miel Cools
En 1980 pour fêter les 150 ans de la Belgique, un vaste programme avait été développé par la Belgique à l'échelle européenne. 150 jeunes provenant des 9 pays alors membres de la Communauté économique européenne ont été accueillis dans des familles. Les programmes officiels ne prévoyaient rien en matière d'échanges culturels entre la Flandre et la Wallonie. Les responsables du Centre d'animation en langues et de VVL (Vereniging Vlaamse Leerkrachten) en Flandre décidèrent d'y remédier en lançant un programme d'échanges culturels entre la Flandre et la Wallonie.150 spectacles ont été organisés. 75 par des groupes néerlandophones dans des écoles francophones et 75 par des groupes francophones dans des écoles flamandes. Ont participé au programme le chanteur Jofroi, Claude Étienne et le Rideau de Bruxelles (La Leçon d'Ionesco), le Théâtre Isocèle, Toneelgroep Alice Toen, les marionnettes Taptoe et Miel Cools.
Une aide du Ministère de la Culture qui venait d'être communautarisé avait été promise. Seule la moitié de cette aide put être débloquée provoquant de sérieux problèmes financiers. Miel Cools  qui avait appris à apprécier le public des écoles francophones décida d'offrir gratuitement au Centre 2 semaines de tournée. Ces rentrées ont permis d'honorer les cachets de l'ensemble des artistes qui avaient participé à ce programme d'échanges culturels. Le journal De Standaard a donné un écho à cette situation : « De toernee gebeurt in het raam van een kulturele uitwisseling... Miel Cools vond het plan van Gailliez zo boeiend dat hij met zijn medewerkers besloot om voor de toernee gewoon twee weken vakantie te nemen en gratis de bqaan op te gaan  : officiële financiële steun raakte ergens geblokkeerd in de administratieve molen ».

#### Théâtre langues
La force pédagogique du théâtre s'exprime lorsque les élèves y prennent la parole en assumant une partie de la responsabilité du spectacle. Pour favoriser cette démarche auprès des enseignants, le Centre a mis sur pied un festival annuel de théâtre langues dans le cadre de la Fête des Langues sous la dénomination Festival junior.  
Chaque année une centaine d'écoles néerlandophones ou francophones participaient à ce grand rassemblement. Pendant les dix premières années, le festival avait pris la forme d'un concours doté de prix. Pour éviter la déception des groupes qui avaient participé sans accéder à un prix et encourager le seul fait de participer, ces prix ont été supprimés.

### Plan langues
Le Plan langues sur Radio 21 (RTBF) a été lancé le lundi 12 mars 1984 par Claude Delacroix et le mercredi 14 mars dans les colonnes du journal Le Soir. La version radio était accompagnée de sa version écrite hebdomadaire publiée dans Le Soir. Le programme a été réalisé de mars 2004 à la fin 2010 d'abord sur Radio 21 ensuite sur Classic 21 (RTBF). 
Chaque semaine un titre du hit parade du moment était sélectionné par l'équipe du Centre d'animation en langues. Le premier hit d'une série de près de 1 500 programmés entre 1984 et 2010 a été The Love of the Common People du chanteur britannique Paul Young. Chaque titre faisait l'objet d'un double montage réalisé en studio. Un premier travail de montage permettait d'insérer la lecture claire en anglais du texte de la chanson et sa traduction entre les différents couplets et le refrain. Cet enregistrement était réalisé sur un tapis musical issu de la musique d'introduction du titre. Pour la seconde version, la lecture claire en anglais était intégrée entre les strophes chantées profitant de la respiration musicale originale. La première version était programmée à une heure fixe le lundi et le mercredi. La deuxième la mardi et le jeudi. Le mercredi le journal Le Soir assurait la publication du texte anglais accompagné de la traduction littérale. Le vendredi, Radio 21 passait la version originale du hit de la semaine. Une grande majorité de titres choisis étaient en langue anglaise. Des titres en néerlandais ou allemand étaient intégrés occasionnellement dans le programme. L'heure de passage à la radio avait été fixée pour correspondre aux heures de pointe sur les grands axes routiers. 
Le Plan langues permettait en effet au grand public de participer activement en chantant le texte après l'avoir compris. Une sorte de karaoké avant la lettre (voir plus bas).
Le 14 mars 2006 le millième Plan langue a fait l'objet d'une publication spéciale dans le supplément du journal Le Soir pour jeunes, le Swarado  qui en septembre 2005 avait repris la publication hebdomadaire du Plan langue. À différents moments, une facette télévision a été ajoutée au binôme radio - presse écrite. À ce jour aucune date précise n'a pu être retrouvées dans les archives. Pendant 26 ans, de par l'audience de Radio 21 / Classic 21 et du lectorat du Soir, ce partenariat a permis à de très nombreuses personnes de décoder le contenu de ces titres et de concrétiser l'objectif du Centre d'animation en langues.
Pendant les premiers mois du projet en 1984 le travail technique est assuré dans les studios de la RTBF à Bruxelles. Pour faciliter le travail, l' Institut des Hautes Études des Communications sociales (IHECS) a été associé au projet en assurant les enregistrements confiés à des étudiants de dernière année. Dès 1987 le Centre d'Animation en Langues a créé un studio d'enregistrement dans ses locaux pour assurer également les enregistrements accompagnant le magazine Actuapress.
À différentes reprises, le Plan langues a fait l'objet de publications spéciales dans le journal Le Soir qui lui a consacré 13 pleines pages en deux ans reprenant le texte de nombreuses chansons en langue originale ainsi que la traduction et certaines notes linguistiques : 
- une pleine page en 1987 (Johan Verminnen, Gabriel Bush[Qui ?], Led Zeppelin)[48],
- quatre pleines pages à l'occasion du lancement d'une version télévisée avec Ray Cokes (Depeche Mode, Julian Cope, Style Council, Housemartins, Prince, George Michael, Eurythmics, Pretenders, U2, The Cure...)[49]
- 1988, deux pleines pages en 1988 (Sting, Nina Simone, Depeche Mode...)[50]
- 1988, quatre pleines pages reprenant les 13 titres du CD I'm Your Man de Leonard Cohen sorti en mars 1988[51]
- 1989, quatre pleines pages reprenant les textes des onze plages de The Iron Man: The Musical by Pete Townshend [52].

En décembre 1997, à l'occasion du 500e Plan Langues, la collaboration avec Sony Music a permis de sortir un CD reprenant une dizaine de titres. qui faisaient l'objet d'un concours de traduction.

### Karaoké langues
Dans les années 1990 la technique du karaoké a été à l'origine d'une vague populaire sur laquelle les équipes du Centre d'animation en langues ont construit un programme d'animation qui a duré plus de dix ans. Le karaoke langues ajoute la dimension de pratique personnelle au concept du Plan langues. Pédagogiquement, la pratique de la chanson active apporte différentes composantes importantes dans l'apprentissage d'une langue : l'accentuation facilitée par rythme, la peur de s'exprimer dominée par le dynamisme du hit chanté.
Le Centre d'Animation a formé des équipes mobiles qui se rendaient dans les écoles qui en faisaient la demande. Chaque année un grand rendez-vous national était organisé dans le cadre de la Fête des Langues. Toutes les écoles qui avaient accueilli une animation pendant l'année scolaire étaient invitées à se retrouver dans les salles de Kinepolis à Bruxelles. En 1998, le Prince Philippe a participé en chantant avec les jeunes à une de ces séances.

### Trains langues
Les Trains langues avec la SNCB à partir de mai 1984 d'abord sur les lignes Mons - Bruxelles et Ostende Bruxelles. En 1985 les lignes Hasselt - Bruxelles et Liège Bruxelles ont été ajoutées. Chaque matin, la dernière voiture d'un train quittant la gare de départ vers 7 h 30 était réservée à la pratique du néerlandais pour les lignes wallonnes et du français sur les lignes flamandes. Sur chaque ligne, quatre ou cinq professeurs recrutés par le Centre d'animation en Langues animaient les conversations à bord du train pendant le voyage aller, donc pas au retour. Il ne s'agissait pas véritablement de cours, mais de conversations animées par les professionnels du Centre et éventuellement d'autres navetteurs native speakers de la langue pratiquée (français en Flandre, néerlandais en Wallonie) qui étaient invités à participer. 
Le magazine Actuapress a été créé par les professeurs-animateurs des Trains langues afin que les navetteurs puissent préparer pendant le voyage retour le thème choisi pour le lendemain. À leur arrivée à Bruxelles, les professeurs rejoignaient des locaux mis à disposition par le Centre Anspach où ils animaient les Midis polyglotte. Le projet Train langues a connu un retentissement très important dans la presse nationale et internationale ainsi que dans les revues spécialisées.

### Midis polyglottes
Les Midis polyglottes ont été mis en place en  partenariat avec le Centre Anspach(Boulevard Anspach) à Bruxelles. À leur arrivée à Bruxelles au départ de Mons, Hasselt, Gand, Bruges ou Liège, les professeurs - animateurs des Trains langues rejoignaient le Centre Anspach où il animaient des tables de conversation sur base de thèmes choisis dans le magazine Actuapress. Ce sont ces mêmes professeurs - animateurs qui rédigeaient le magazine Actuapress.

### Clubs langues

#### Méthode: exploitation de la proximité
Le Centre d'animation en langues a élaboré une méthodologie spécifique pour la mise en place d'un réseau de Clubs langues aux quatre coins du pays[style à revoir]. Cette méthodologie repose sur la présence dans l'environnement quotidien des concitoyens (communautés locales, villes, villages, quartiers, associations, organisations, entreprises, ministères, universités) de native speakers de langue maternelle autre que la langue locale. 
Pendant de nombreuses années, le programme clubs langues a fait appel à ces native speakers en les invitant à venir animer un club dans leur langue maternelle au service de la population locale. Le Centre d'Animation en Langues n'existe plus. L'objectif est double : en plus de l'effetlinguistique, cette formule favorise l'intégration de tel(le) ou tel(le) native speaker dans le groupe social où le club est mis en place. La méthodologie est identique à celle des Midis polyglottes et des Trains langues : à la fin de chaque rencontre, un thème de discussion et un article issu de la presse, est choisi par les participants. La lecture de l'article doit permettre d'assurer une participation active lors de la rencontre suivante.  

#### Clubs dans les communes
Le principe des Clubs langues a connu une grande dispersion géographique en Wallonie. De nombreuses communes ont tenu à partir à la recherche de native speakers locaux afin de les initier à la méthodologie mise en place par le Centre d'animation en langues : Malmedy, Bastogne, Dinant, Chapelle-lez-Herlaimont, Ath, Arlon et bien d'autres.  

#### Namur université rencontre la ville
Le concept a également été appliqué à l'UNamur (anciennement Facultés Universitaires Notre-Dame de la Paix). Lors de ses candidatures (bachelier aujourd'hui) en philologie germanique (1960-1962). J.P. Gailliez y avait découvert que l'université accueillait un nombre très important d'étudiants flamands venant étudier à Namur pour y acquérir une bonne maîtrise du français. C'était tout particulièrement le cas dans la Faculté de Droit.
En 1897, le père jésuite Léopold Willaert y a créé le Vlaemsche Kring afin de fédérer ces étudiants flamands et de les aider à maintenir la pratique de leur langue vernaculaire et le contact avec leur culture. Le futur premier ministre Jean-Luc Dehaene (licence en droit à Namur en 1963), Carl Bevernage et de nombreux flamands éminents en ont été membres. En 1961 ont été créées les candidatures en philologie germanique. En 1962 quelques wallons étudiants en germanique ont été membres de cette association flamande. Sous l'influence de ces francophones, le Vlaemsche Kring a été rebaptisé en Nederlandse cultuurkring  alors que Louis Roppe jr,  futur bourgmestre de Hasselt, en assurait la présidence. 
25 ans plus tard, en 1988, la présence flamande à Namur était encore fort importante : 10 % en général mais 30 % en droit (390 sur 3 640 et 235 en droit sur 781). De 1990 à 1994, à Namur, le Centre d'Animation en Langues a proposé aux étudiants néerlandophones qui le souhaitaient de devenir animateurs de Clubs langues en néerlandais au sein de l'université, mais aussi, au cœur de la ville, en collaboration avec la Maison de la poésie qui mettait un local à disposition

#### Programme Erasmus source de rencontre et de pratique des langues parlées par les étudiants
Les ressources du programme Erasmus de l'Union européenne ont également été explorées. Se basant sur le même principe, J.P. Gailliez a mis en place des clubs animés par les étudiants Erasmus à Namur dans le cadre d'un véritable Plan langues et par la suite à Bruxelles.   

#### Communes francophones et néerlandophones situées le long de la frontière linguistique
La méthodologie des clubs langues a également connu une application plus politique. Une série de communes voisines situées de part et d'autre de la frontière linguistique ont fait appel au Centre d'Animation en Langues pour développer des clubs de conversation basés sur le même principe. Les communes de Galmaarden, Edingen (Enghien), Biévène, Herne, Pepingen, Hal, Sint-Pieters-Leeuw, Rebecq, Ittre, Braine l'Alleud, Braine-le-Comte, Tubize ont participé à cette réflexion, certaines ont mis des clubs sur pied. La formation des animateurs à la méthodologie simple des clubs langues a été confiée aux équipes du Centre d'animation en langues.

#### Administrations fédérales dans lesquelles francophones et néerlandophones se côtoient au quotidien
Entre 1991 et 1996, la méthode a également été mise en œuvre dans les administrations fédérales et bruxelloises.  ainsi que dans certains cabinets ministériels fédéraux.
Dans ces ministères, les fonctionnaires francophones et néerlandophones travaillent ensemble. Leur fonctionnement avait été observé par J.P. Gailliez et les équipes du Centre d'Animation en langues. Très fréquemment les conversations professionnelles entre francophones et néerlandophone se déroulaient en français par manque de maîtrise du néerlandais par les francophones, par manque d'audace mais aussi par souci d'efficacité dans des  conversations devant déboucher rapidement dans des conclusions opérationnelles. Souvent, même lorsque le fonctionnaire francophone avait la volonté de s'exprimer en néerlandais, son collègue néerlandophone choisissait la rapidité en s'exprimant en français. Plus de cent clubs langues ont été organisés au sein des ministères des Affaires étrangères, Fonction publique, Finances, Santé publique, Prévoyance sociale et Intérieur.

### Campings langues
Pendant les mois de juillet et d'août, les trains langues et midis polyglottes s'interrompaient. Les professeurs-animateurs du Centre d'Animation en Langues étaient disponibles pour appliquer la méthodologie des clubs dans le secteur des vacances. Les campings sont intrinsèquement des lieux où les gens de langues maternelles différentes se côtoient. Un grand nombre vacanciers néerlandais ou flamands choisissent des campings des Ardennes... beaucoup de francophones choisissent la côte. Une aide financière de la Fondation Willem de Zwijger (Guillaume d'Orange-Nassau dit le taciturne a permis au Centre d'acquérir un véhicule de type camping car pour sillonner les campings de Belgique et y développer des animations destinées à faire se rencontrer et se parler les vacanciers de différentes langues maternelles. 
Ainsi, en 1986, 48 lieux de villégiature ont été visités par exemple : Bouillon, Herbeumont, Durbuy, Coo, Dinant mais aussi Bredene, Wenduine, Blankenberge, Knokke, Zolder. L'année précédente, les équipes du Centre avaient participé à la caravane de la RTBF Bonjour la fête qui avait visité les grands sites touristiques de Wallonie.  

### Interviews langues
« Apprendre les langues sans les pratiquer ?  Un leurre !». « Le principe d' Interview langues est simple. Tout au long de l'année, que ce soit dans les moyens de transport en commun, en rue, dans les magasins ou durant les vacances, le jeune doit se créer une habitude de repérer (...) toute personne parlant une des langues apprises ».
Partant du discours de Noël 1988 du Roi Baudouin « Aller à la rencontre les uns des autres, chercher à se comprendre mutuellement ; pour cela se parler, si possible dans la langue de notre interlocuteur », le Centre d'animation a lancé ce vaste concours avec l'aide de la Fondation Roi Baudouin. De 1989 à 1994, des milliers de jeunes sont allés à la rencontre de « l'autre » dans les trois communautés linguistiques, de Belgique. Dès la première année plus de 1 200 jeunes ont engagé quelque 50 000 conversations dans une des six langues du concours. Le succès de cette première édition a amené le Centre à l'organiser 1990, également en Espagne, France, Grèce, Portugal, Grande-Bretagne et Pays-Bas[réf. nécessaire].  

### Actuapress
Publication de 1984 à 2010 de trois magazines mensuels Actuapress (néerlandais, anglais, français), avec traduction du vocabulaire difficile vers les autres langues. Ces magazines ont été créés comme base pour les Trains langues et les Midis polyglottes. Au départ, les thèmes de discussion sur les Trains langues étaient choisis par les navetteurs sur base d'articles parus dans la presse du moment.  
Cette formule posait un triple  problème : celui des droits de reproduction pour une vaste distribution publique, le problème technique de la reproduction et de la distribution et enfin, celui de l'aide à la lecture. Les conversations à bord des trains avaient lieu pendant le voyage aller du matin. Les participants étaient invités à exploiter le voyage de retour pour préparer la conversation du lendemain. Certains navetteurs emportaient un dictionnaire... Pour répondre à ces trois challenges, le Centre d'animation en langues a décidé de publier un magazine mensuel spécifique pour chaque langue (néerlandais, anglais, français),.  
Les utilisateurs qui le souhaitaient pouvaient s'abonner au service cassettes et plus tard CD. Cet outil complémentaire proposait des exercices oraux basés sur les articles du magazine. La rédaction des articles et la traduction des mots clefs ou mots jugés difficiles étaient assurées par certains animateurs de Trains langues. En 1991 et 1992 en collaboration avec le Commissariat aux relations internationales (CGRI devenu Wallonie Bruxelles international (WBI), une version spéciale a été publiée pour la langue française à destination de l'Espagne. La version française (comprenant la traduction des mots spécifiques en anglais) a fait l'objet d'une diffusion limitée en Grande-Bretagne.

### Bourse des langues et Fête des langues

#### Bourse des langues (1978-1992)
Pour stimuler la pratique des langues auprès du plus grand nombre il fallait donner au public l'occasion de découvrir en live les pistes concrètes conduisant à une meilleure pratique des langues. Le 22 avril 1978, une première Bourse des langues a été organisée sous chapiteau à Braine-le-Comte. L'année suivante, le 17 mars 1979, l'événement s'est tenu dans le hall d'animation du  Palais des beaux arts à Bruxelles en présence de la Reine Fabiola, et a connu un rayonnement international,. 
La Bourse des langues a ensuite été organisée dans différents palais du Parc des expositions sur le plateau du Heysel à Bruxelles avec, en 1982, la participation du Roi Baudouin à la 5e édition,. Sur invitation de la Foire internationale de Bruxelles qui venait de reprendre la gestion du Centre Anspach au cœur de la ville de Bruxelles (cfr plus haut «midis polyglottes », le Centre d'animation en langues s'y est installé et y a organisé la Bourse des Langues de 1984 à 1991. 
En 1992, estimant que l'organisation dans un parc destiné aux expositions donnait à la manifestation une tournure trop commerciale et écartait certains publics, le Centre a expérimenté une formule nouvelle pour aller vers le public en Flandre, en Wallonie et à Bruxelles. Le Centre d'animation en langues a organisé quinzième Bourse des langues itinérante à bord de trois bateaux de 3 500 tonnes pour accueillir respectivement l'exposition, le Théâtre langues , les différents ateliers d'animation (Babelboot) et le logement des participants étrangers (Bateau hôtel Esmeralda). Parti de Liège le 24 févfier 1992, le convoi a consacré deux jours à Hasselt, deux à Anvers, et un à Bruxelles. Cette 15e Bourse des langues était mise sous l'égide de l'Année des Langues 1992 organisée par la Secrétaire d'Etat aux Affaires européennes, Anne-Marie Lizin,.

#### Fête des langues avec le groupe Kinepolis (1993-2005)
Au terme de cette quinzième bourse des langues mobile, toujours à la recherche d'un moyen de mettre l'accent sur la participation active et l'ouverture culturelle, les responsables du Centre ont mis en place un partenariat de grande envergure avec les responsables du Kinepolis Group Bruxelles, ils ont également opté pour un nouveau nom. À partir de 1993, l'événement annuel portera le nom de Fête des langues et sera organisé pendant 12 ans, jusque 2005, dans les locaux de Kinépolis Bruxelles. Cette option a permis au Centre d'animation en langues de développer une nouvelle action de grande envergure au service de l'intégration des langues dans la sphère culturelle des publics concernés : le cinéma langues. Les salles de cinéma se prêtaient également très bien à la pratique du Karaoké langues, du théâtre langues tels que décrits plus haut.
Pendant ces années de collaboration avec le groupe Kinepolis, le Centre d'animation en langues a également organisé différentes fêtes des langues décentralisées en Belgique (Arlon 1995, Hasselt 1996, Charleroi 1998, Antwerpen 1998), en Italie (Turin, 1997), en France (Lille 2001) et à Luxembourg (1995, 1996, 1997,, 1998 et 1999.
De 1999 à 2002 quatre Fiesta de las lenguas ont été organisées en Espagne par le Centro de animacion en lenguas, une antenne du Centre d'animation en langues créée et animée par Luis Manuel Suarez à Gijon dans les Asturies. 

#### Fête des langues dans les différents parlements siégeant à Bruxelles
Depuis 1988 le Centre d'animation en langues assurait l'organisation des cours de langues à la Chambre des Représentants (voir ci-dessous).  Percevant que depuis l'indépendance de la Belgique les langues dites nationales jouaient un rôle important pour le pays, les responsables du Centre ont voulu intégrer les différents programmes d'animation dans le cœur même de la démocratie belge : les parlements. De 2006 à 2010, la Fête des langues a été organisée dans les locaux des différents parlements siégeant à Bruxelles :
- le Parlement fédéral[131],[132],[133]
- le Parlement flamand (Vlaams Parlement)[134],[135],
- le Parlement de la Communauté française
- le Parlement de la Région Bruxelles capitale[136].

L'effet attendu était double : avoir un impact sur les élus des différentes assemblées d'une part (pour lesquels la langue est un véritable outil) et un impact sur le grand public qui accédait de façon exceptionnelle au cœur de ces espaces inconnus mais symboles de la démocratie.

### Le Centre d'animation en langues et les bateaux
En examinant l'historique aussi bien du Centre d'Animation en Langues que celle de la Compagnie du Canal du Centre, on découvre que les bateaux ont joué un rôle important dans l'ensemble des réalisations menées par J.P. Gailliez. Il a découvert le potentiel d'un séjour à bord d'un bateau lors de la tournée de théâtre en anglais (Contes de Canterbury de G. Chaucer) le long des canaux des Midlands anglais avec ses étudiants futurs professeurs (voir plus haut « Création du Centre d'animation en langues »). Comme il l'a expliqué à Françoise Ploquin, rédactrice en chef de la revue Le français dans le monde, il a découvert à cette occasion que «..le bateau est lieu idéal pour apprendre (à pratiquer) les langues. Habitué à vivre dans des bâtiments à angles droits, celui qui met le pied sur le bateau commence à perdre ses repères, à l'image de ce qui se passe quand il doit s'exprimer dans une langue étrangère.. ». Sur base de cette découverte, l'histoire du Centre d'animation en langues sera parsemée de références aux bateaux. C'est cette référence aux bateaux qui a amené le Centre à organiser la 15e Bourse des langues à bord d'une flotte de trois gros bateaux (voir plus haut « Bourse des langues »).

#### Stages de voile aux Pays-Bas
De 1979 à 1981, le Centre d'animation en langues a accueilli de nombreux jeunes à bord de tjalks dans le cadre de des stages combinant pratique du néerlandais et de la voile aux Pays-Bas. Dès sa création, le Centre d'animation en langues a assuré un «service de formation continuée pour professeurs de langues» pour la Confédération nationale des associations de parents en collaboration avec l'Université catholique de Louvain et la Katholieke Universiteit Leuven. À partir de 1979, cette formation a été embarquée à bord d'un bateau et a rejoint la flottille des bateaux à bord desquels avaient embarqué les jeunes. Cette formule permettait aux enseignants de réfléchir aux méthodologies conduisant à la pratique des langues apprises tout en expérimentant celles-ci auprès des jeunes présents sur les autres bateaux.

#### Bateaux langues
De 1979 à 1981 J.P. Gailliez a constaté que la vie à bord d'un bateau avait un impact favorable sur le développement de l'audace du jeune pour pratiquer le néerlandais. Constatant que la pratique du français déclinait fortement chez les jeunes flamands, J.P. Gailliez s'est mis à rêver de bateaux rassemblant jeunes francophones et néerlandophones dans le cadre de croisières fluviales en Belgique.  
D'autre part, au niveau de la Compagnie du canal du Centre, J.P. Gailliez avait lancé un service d'excursions en bateaux avec passage des ascenseurs hydrauliques du Canal du Centre. Pour répondre au succès de ces visites, une augmentation de la capacité des bateaux était indispensable. 
Grâce à une étroite collaboration avec le Centre d'animaiton en langues, la Compagnie du canal du Centre a pu acquérir une péniche, le bateau Peterborough. Au terme de deux années de travail le bateau a été équipé de l'infrastructure permettant de loger 36 jeunes. Dès 1982 le bateau a permis la création d'un double concept : les bateaux langues organisés l'été par le Centre d'animation en langues et les classes canal organisées pendant l'année scolaire par la Compagnie du canal du Centre. 

### Cours de langues à la Chambre des représentants
En septembre 1988, création à la Chambre des représentants à Bruxelles d’une cellule Cours de langues avec la mission d'activer et perfectionner la pratique du néerlandais par les députés et les membres du personnel francophones de la Chambre, du français par les néerlandophones, de l’allemand et de l’anglais par tous. La cellule a été mise en place et dirigée par Maurice Vandermaelen. 
Le service est aujourd'hui[Quand ?] toujours actif. Le journal Le Soir y a fait mention dans son édition du mercredi 14 janvier 2015 dans l'article consacré à la maîtrise du français par les membres N-VA de la Chambre des Représentants. On y lit que Theo Francken suit un cours de français au service "Cours de langues" de la Chambre.

## Compagnie du canal du Centre
En 1977 à l'occasion d'une tournée de théâtre dans les Midlands anglais, à bord de cinq bateaux (narrow boats) avec les étudiants de l'école normale de Braine-le-Comte, J.P. Gailliez franchit l'ascenseur à bateaux d' Anderton  dont il découvre les nombreux liens techniques et historiques avec les ascenseurs hydrauliques du canal du Centre belge. L'ascenseur d'Anderton est le premier ascenseur à bateaux dans le monde actionné par la force hydraulique. En 1978, dans le cadre de la modernisation du canal du Centre, le Ministre des Travaux publics Louis Olivier décide de remplacer les 4 ascenseurs hydrauliques (1888-1917) par un ascenseur funiculaire. C'est dans ce contexte que, ayant été informé des projets de remblaiement du canal du Centre au gabarit Freycinet, J.P. Gailliez crée la Compagnie du canal du Centre asbl afin de protéger le site, les ascenseurs, ponts, maisons éclusières etc. Le nom de l'association a été choisi en faisant une triple référence d'une part aux grandes compagnies de navigation d'une part (Compagnie des Indes, Compagnie maritime belge etc.), également à l'accompagnement d'une personne âgée ou affaiblie mais aussi au compagnonnage évoquant la précision, la qualité du travail artisanal.  
Très rapidement des excursions sont organisées pour permettre au grand public de franchir les ascenseurs en bateau. La première excursion est organisée le 30 juin 1979.  Profitant des nombreux retards des travaux de construction de l'ascenseur funiculaire de Strépy-Thieu, J.P. Gailliez, à la tête de la Compagnie du Canal, a le temps de développer un vaste programme d'action au niveau national et international. Son travail a été couronné de nombreux prix qui ont amplifié la résonance internationale de l'action entreprise et la notoriété du canal du Centre couronnée par la reconnaissance par l'UNESCO en 1998, 22 ans après la création de l'association.   
- 1984 : Dunhill Distinction pour l'action de sauvetage d'un baquet de Charleroi aussi appelé sabot ;
- le 8 mai 1984 : jumelage avec le canal Trend and Mersey, canal anglais sur lequel est situé l'ascenseur d'Anderton,
- 1985 : Prix de la Fondation Roi Baudouin Entreprendre pour Sauvegarder,
- 1985 : Prix du Musée du Conseil de l'Europe partagé avec le Boat Museum d'Ellesemere Port, Grande-Bretagne, avec lequel le musée vivant du Canal du Centre était également jumelé;
- 1985 : Prix des jeunes de la Ford Conservation Foundation
- 1987 : prix Pilote des Communautés européennes,
- 4 juin 1988 : jumelage du Canal du Centre avec le Canal de Neuffossé en France et l'ascenseur des Fontinettes;
- 1989 : Prix Rolex pour l'Esprit d'Entreprise.
- 1998 : après 20 années de mobilisation et d’action à l'échelle nationale et internationale, le Canal du Centre est devenu le premier site belge reconnu par l’UNESCO au titre de Patrimoine de l’Humanité.